# Karl Knutsson
Karl Knutsson (Bonde) (født 1408 eller 1409, død 15. maj 1470) var en svensk adelsmand, der var svensk rigsforstander fra 1438 til 1440 og konge af Sverige (som Karl 8. (en betegnelse fra nyere tid) eller mere korrekt Karl 2. (en betegnelse anvendt i hans samtid)) i tre afbrudte perioder i unionstiden: 1448-1457, 1464-1465 og 1467-1470. Han var også konge over Norge (som Karl 1.) 1449-1450.

## Galleri
- Karl Knutsson Bonde - Karl II (eller VIII) af Sverige, Karl I af Norge
- Våbenskjold
- Våbenskjold